# Eurytoma mexicana
Eurytoma mexicana is een vliesvleugelig insect uit de familie Eurytomidae. De wetenschappelijke naam is voor het eerst geldig gepubliceerd in 2011 door Özdikmen.